# Місяць жіночої історії
Місяць жіночої історії – щорічна міжнародна акція з метою наголосити внесок жінок у світову історію та розвиток сучасного суспільства та зробити їх видимими.
Офіційно відзначається в березні в США, Великій Британії, Австралії, у зв'язку з Міжнародним днем прав жінок; у жовтні - в Канаді, у зв'язку зі святкуванням Дня особистості 18 жовтня.
Низові ініціативи існують також в Україні, Франції, Каталонії та Росії.

## Історія

### Україна

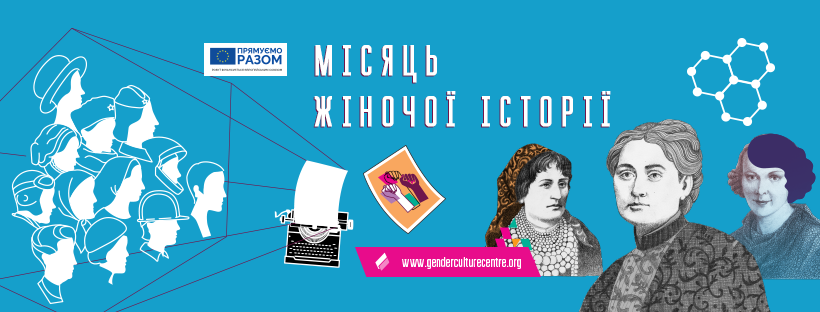
Місяць жіночої історії від Центру ґендерної культури, 2017

Місяць жіночої історії вперше було відзначено 2017 року за ініціативи Центру гендерної культури.
Відтоді відзначення Місяця жіночої історії з метою привернення уваги широких кіл до ролі та внеску українок у розвиток всіх сфер життєдіяльності суспільства стало щорічним. 

### США

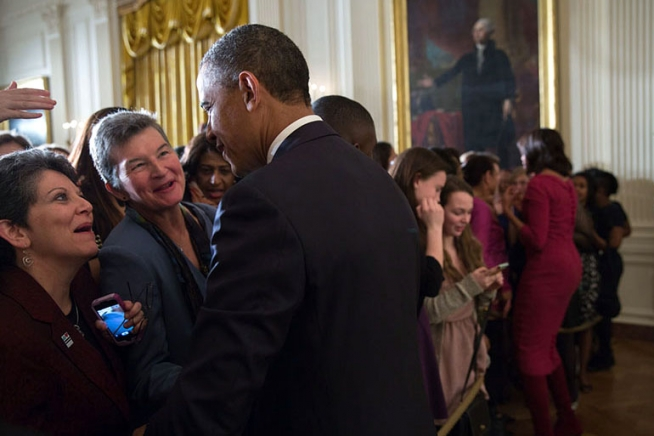
Прийом у рамках Місяця жіночої історії у Східній залі Білого дому 18 березня 2013 р.

Місяць жіночої історії розпочався як місцеве свято в Санта-Роза, Каліфорнія. У 1978 році робоча група з питань освіти Комісії зі становища жінок округу Сонома (Каліфорнія) спланувала та провела святкування «Тижня жіночої історії» 7-14 березня 1982 року. До 1986 року 14 штатів оголосили березень Місяцем жіночої історії. Це було використано як аргумент для лобіювання щодо оголошення всього місяця березня 1987 року Національним місяцем жіночої історії.
У 1987 році Конгрес оголосив березень Національним місяцем жіночої історії назавжди. Під час Місяця жіночої історії вшановуються жінки, які невтомно боролися за рівність, справедливість і можливості, та підтверджується відданість захисту прав і можливостей жінок і дівчат у США й по всьому світі.
Жіноча історія входить до шкільної і університетської програми, і щороку в Нью-Йорку традиційно святкується цей місяць у рамках культурних програм, в прагненні не тільки відзначити досягнення жінок, а й проілюструвати актуальні проблеми сьогодення за допомогою колективного перегляду кіно або відкритих лекцій на теми на кшталт: «Жінки в політиці», «Жінки у сюрреалізмі» та багато інших.
У березні 2011 року адміністрація Барака Обами випустила звіт «Жінки в Америці: індикатори соціального та економічного благополуччя», в якому відображалось становище жінок у США у 2011 році та динаміка соціальних показників, що стосуються жінок у США. Цей звіт став першим всеосяжним федеральним звітом про жінок після звіту, підготовленого Комісією з становища жінок у 1963 році.
Президентська комісія зі святкування місяця жіночої історії Америки спонсорувала громадські дебати у багатьох штатах США.

#### Президентські проголошення Тижня жіночої історії
1980 (прокрутіть вниз) 1982 р.1983 р.1984 р.1985 р.1986 р.

#### Щорічні теми Місяця історії жінок, оголошені Національним проектом історії жінок
- 1987: «Покоління відваги, співчуття та переконаності»[5]
- 1988: «Повертаючи минуле, переписуючи майбутнє»
- 1989: «Спадщина сили та бачення»
- 1990: «Відважні голоси - луною в нашому житті»
- 1991: «Виховання традицій, сприяння змінам»
- 1992: «Печворк багатьох життів»
- 1993: «Відкрийте для себе новий світ»
- 1994: «У кожному поколінні дія звільняє наші мрії»
- 1995: «Обіцянки стримати»
- 1996: «Погляньте на історію по-новому»
- 1997: «Прекрасна та давня традиція лідерства у спільноті» Програма «Жінки в історії» США, 2003
- 1998: «Жити у спадок»
- 1999: «Жінки ставлять свій відбиток на Америку»
- 2000: «Надзвичайний вік для жінок 1900-2000»
- 2001: «День хоробрості та далекоглядності жінок»
- 2002: «Жінки, які підтримують американський дух»
- 2003: «Жінки – першопрохідники майбутнього»
- 2004: «Жінки, які вселяють надію та можливості»
- 2005: «Жінки змінюють Америку»
- 2006: «Жінки, будівельники спільнот та мрій»
- 2007: «Покоління жінок, що рухають історію вперед»
- 2008: «Жіноче бачення жіночого мистецтва»
- 2009: «Жінки відіграють провідну роль у порятунку нашої планети»
- 2010: «Повернення жінок до історії» [6]
- 2011: «Наша історія – наша сила» [7]
- 2012: «Жіноча освіта – розширення прав та можливостей жінок» [8]
- 2013: «Жінки, які надихають інновації через уяву: вшанування жінок у науці, технологіях, інженерії та математиці» [9]
- 2014: «Святкування жінок з характером, відвагою та цілеспрямованістю» [10]
- 2015: «Плетіння історій із життя жінок» [11]
- 2016: «Робота над формуванням досконалішого союзу: шанування жінок на державній службі та в уряді» [12]
- 2017: «На згадку про жінок-новаторів у сфері праці та бізнесу» [13]
- 2018: «Проте вона наполягала: шануючи жінок, які борються з усіма формами дискримінації жінок», відсилка до феміністичного гасла стосовно Елізабет Воррен.[14]
- 2019: Дім «Мрійниці: борчині за мир та ненасильство» [15]
- 2020: «Доблесні голосуючі»[16]

### Канада
Місяць жіночої історії було проголошено в Канаді у 1992 році з метою надати канадійському суспільству можливість дізнатися про важливий внесок жінок і дівчат у розвиток та підвищення якості життя.
Жовтень був обраний, щоб присвятити святкуванню 18 жовтня — річницю рішення суду у справі Edwards v. Канада, відомої як «Справа людей», де було встановлено, що канадійські жінки мають право бути призначеними сенаторками і загалом мають ті ж права, що і канадійські чоловіки, щодо політичної влади.

### Австралія
Місяць жіночої історії вперше був відзначений в Австралії у 2000 році з ініціативи Гелен Леонард, організаторки Національного жіночого медіацентру, який працює з жіночим виборчим лобі. Організація щорічних святкувань Місяця жіночої історії є частиною роботи Австралійського жіночого історичного форуму.

#### Річні теми
З 2005 року щорічне відзначення Місяця жіночої історії в Австралії зосереджено на наступних темах:
- 2013: У пошуках матерів-засновниць
- 2012: Жінки з планом: архітекторки, містобудівниці та ландшафтні архітекторки
- 2011: Жінки у продовольчому бізнесі[18]
- 2009: Депутатки[19]
- 2008: Жінки з місією: австралійки роблять внесок за кордоном[20]
- 2007: Рука об руку: жінки з-поміж корінного та некорінного населення працюють разом[21]
- 2006: Музичні красуні: жінки у музиці[22]
- 2005: Вшанування гомосексуальних жінок[23]

### Великобританія
Місяць жіночої історії відзначається у Британії на всіх рівнях: державних закладах, школах, громадських та політичних організаціях, медіа:
- Королівський музей Гринвіч 2020[25]
- Профспілка PSC 2020[26]
- Haringey London 2020[27]

### Pосiя
З 2017 року Місяць жіночої історії проводить Московський жіночий музей. За ініціативи цього ж колективу з 8 травня 2012 року у Росії (і в інших країнах) проводиться Жіноча історична ніч. У зв’язку із вторгненням Росії в Україну у 2022 та 2023 Місяць жіночої історії проводився як Місяць української жіночої історії.